# Качурка морська
Качурка морська (Hydrobates pelagicus) — вид морських буревісникоподібних птахів родини качуркових (Hydrobatidae).

## Поширення
Вид гніздиться на європейських островах Північної Атлантики та Західного Середземномор'я. Найбільше птахів гніздиться на Фарерських островах (250 тис. пар, за даними 2015 року). Гніздиться також у Великій Британії (21 000–34 000 пар), Ірландії (99 056 пар) та Ісландії (50 000—100 000 пар), з меншими колоніями у Франції (40-50 пар), Греції (90 пар), Італії (3 700–4 500 пар), Мальті (5 025–8 035 пар), Норвегії (1 000–10 000 пар), Іспанії (4699 пар) та ще 1000 пар на Канарських островах, Іспанії. Зимує біля узбережжя західної та південної Африки.

## Опис
Дрібний птах, завдовжки до 15-16 см, розмахом крил 38-42 см, вагою 22-38 г. Оперення темно-коричневого забарвлення зі світлішим низом тіла і майже білим з боків черевця. Кермові і першорядні махові коричнево-чорні з білою основою пір'я. Верхні криючі крил і другорядні махові коричнево-чорні з білими вузькими, майже непомітними, каймами на криючих крил і другорядних махових. Райдужна оболонка горіхова. Дзьоб і ноги чорні. Птаїх чудово літає і плаває, але також добре пересувається по землі — бігає і легко злітає. При польоті часто змахує крилами та ніколи не летить по прямій лінії. Політ завжди дуже звивистий. Лапи в польоті не виступають за хвіст.

## Спосіб життя
Живе і харчується у відкритому морі. Полює на ракоподібних, невеликих рибок, головоногих і планктон. Поживу бере з поверхні води. До берега наближається тільки в період гніздування. Віддає перевагу невеликим відокремленим скелястим островам, де немає загрози з боку наземних хижаків. Розмножуватися починає у віці 4-5 років. Кладка буває раз на рік: в Англії зазвичай в червні — липні, у другій половині липня на Фарерських островах, на Мальті в червні — липні, біля берегів Алжиру — з травня. Гніздиться численними колоніями. Гніздо облаштовує на голій скелі. У гнізді єдине біле яйце. Насиджують обидва батьки. Інкубація триває приблизно 40 днів. Пташенята залишають гніздо через 60 днів після вилуплення.